# さわぎや通りのロッタ

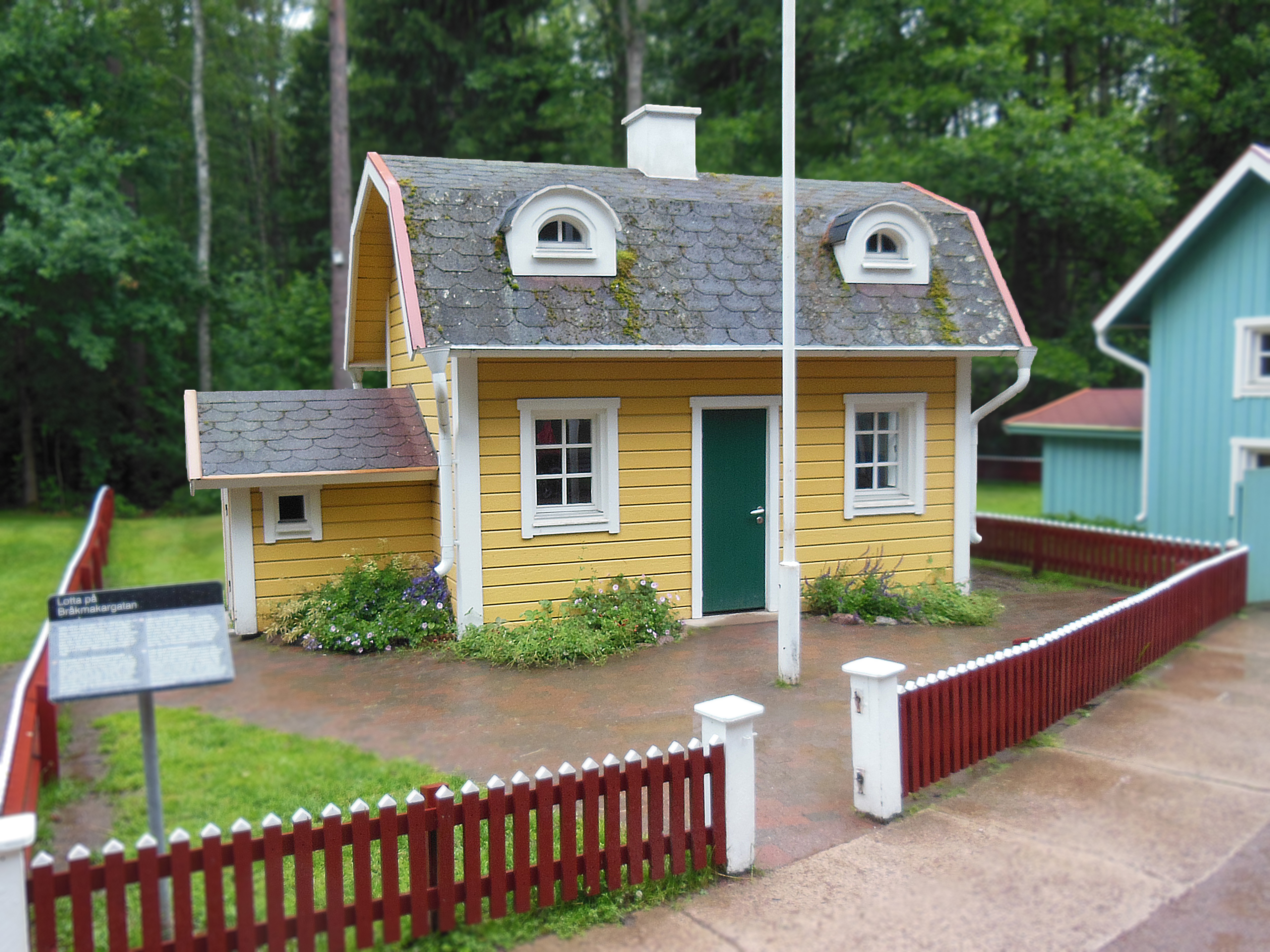
ヴィンメルビューのアストリッド・リンドグレーン・ワールドにあるさわぎや通りのロッタのミニチュア。

さわぎや通り（もんくや通り）のロッタ（さわぎやどおりのロッタ、典: Lotta på Bråkmakargatan）は、アストリッド・リンドグレーンが創作したキャラクターの1人である。さわぎや通り（もんくや通り、ブロークマーカル通り）にはロッタの他に、ロッタの父と母、2人のきょうだいユーナスとミア・マリア（家族の姓はニイマン）、隣人のベルイおばさん、ロッタのブタのぬいぐるみバムセが住んでいる。
通りは実際にはブロークマーカル通り（Bråkmakargatan、もんくや通り）ではなくクルークマーカル通り（Krukmakargatan、陶器職人通り）と呼ばれる。ロッタの父は、過去には陶芸家が住んでいたかもしれないと言うものの、現在はもんくやだけが住んでいる。ロッタは3歳から5歳の女の子で、自分はほとんどのことを知っていると確信している。

## 本
- 1956年 - 『ちいさいロッタちゃん（スウェーデン語版）』Barnen på Bråkmakargatan（"もんくや通りの子どもたち"）（1969年の日本語訳版の題名は『さわぎや通りの子どもたち』）
- 1961年 - 『ロッタちゃんのひっこし（スウェーデン語版）』Lotta på Bråkmakargatan（"もんくや通りのロッタ"）
- 1971年 - 『ロッタちゃんとじでんしゃ（スウェーデン語版）』Visst kan Lotta cykla（"そうですとも、ロッタはじてんしゃにのれる"）（絵本）
- 1977年 - 『ロッタちゃんとクリスマスツリー』Visst kan Lotta nästan allting（"そうですとも、ロッタはほとんど何でも知っている"）（絵本）
- 1990年 - 『ロッタのひみつのおくりもの』Visst är Lotta en glad unge（"そうですとも、ロッタはうれしい娘"）（絵本）
- 1993年 - 『ロッタちゃんの日記ちょう』Lottas komihågbok

## 映画
- 1992年 - 『ロッタちゃんと赤いじてんしゃ』Lotta på Bråkmakargatan、監督: ヨハンナ・ハルド（英語版）
- 1993年 - 『ロッタちゃん はじめてのおつかい』Lotta flyttar hemifrån、監督: ヨハンナ・ハルド